# Правителство на Антон Югов 1, 2 и 3
Първото, второто и третото правителство на Антон Югов са седемдесето, седемдесет и първо и седемдесет и второ правителство на Народна република България, назначени с Укази № 111 и № 112, № 23 и № 30 и № 111 и № 125 от 18 април 1956 г., от 15 януари 1958 г. и от 17 март 1962 г.. Управлява страната до 27 ноември 1962 г., след което е наследено от първото правителство на Тодор Живков.

## Политика
Тежкото икономическо положение на България, нейната международна изолация и най-вече политическите промени в СССР след смъртта на Сталин принуждават БКП да смекчи диктатурата. На априлския пленум на ЦК на БКП (1956) са осъдени редица прояви на култа към личността и властта е разделена между трима партийни водачи – Антон Югов (председател на МС), Вълко Червенков и лидера на реформаторите Тодор Живков (първи секретар на ЦК на БКП). Само за две години Живков успява да отстрани от Политбюро най-близкото обкръжение на Червенков – Добри Терпешев и Йонко Панов, и да бъде преизбран за първи секретар на ЦК на БКП.
През 1960 – 1961 г. във връзка с „окончателното ликвидиране на култа към личността“ Червенков е освободен от Политбюро и Министерския съвет, а за „нарушаване на социалистическата законност“ Антон Югов е изваден от състава на Политбюро на партията. Тодор Живков остава едноличен лидер на БКП и на държавата.

## Съставяне
Кабинетът, оглавен от Антон Югов, е образуван от политически дейци на БКП и БЗНС, както и от 1 безпартиен функционер на Отечествения фронт – Кимон Георгиев.

### Кабинет
Сформира се от следните 26 министри и един председател:
| министерство                                                                                           | име | име             | партия     |
| --- | --- | --------------- | ---------- |
| председател на Министерския съвет                                                                      |     | Антон Югов      | БКП        |
| първи зам. председател на Министерския съвет, председател на Държавната планова комисия                |     | Георги Чанков   | БКП        |
| първи зам. председател на Министерския съвет                                                           |     | Георги Трайков  | БЗНС       |
| зам. председател на Министерския съвет                                                                 |     | Иван Михайлов   | БКП        |
| зам. председател на Министерския съвет1                                                                |     | Карло Луканов   | БКП        |
| зам. председател на Министерския съвет                                                                 |     | Вълко Червенков | БКП        |
| зам. председател на Министерския съвет, председател на Държавния комитет за строителство и архитектура |     | Райко Дамянов   | БКП        |
| лека и хранителна промишленост                                                                         |     | Атанас Димитров | БКП        |
| вътрешни работи                                                                                        |     | Георги Цанков   | БКП        |
| транспорт                                                                                              |     | Данчо Димитров  | БКП        |
| народна просвета                                                                                       |     | Демир Янев      | БКП        |
| председател на Комисията за държавен контрол                                                           |     | Димо Дичев      | БКП        |
| външна търговия                                                                                        |     | Живко Живков    | БКП        |
| електрификация                                                                                         |     | Кимон Георгиев  | безпартиен |
| финанси                                                                                                |     | Кирил Лазаров   | БКП        |
| строежи                                                                                                |     | Марин Грашнов   | БКП        |
| външни работи                                                                                          |     | Минчо Нейчев    | БКП        |
| вътрешна търговия                                                                                      |     | Пело Пеловски   | БКП        |
| народно здраве и социални грижи                                                                        |     | Петър Коларов   | БКП        |
| народна отбрана                                                                                        |     | Петър Панчевски | БКП        |
| правосъдие                                                                                             |     | Ради Найденов   | БЗНС       |
| доставки                                                                                               |     | Руси Христозов  | БКП        |
| култура                                                                                                |     | Рубен Аврамов   | БКП        |
| тежка промишленост                                                                                     |     | Тано Цолов      | БКП        |
| пощи, телеграфи и телефони                                                                             |     | Цола Драгойчева | БКП        |
| земеделие                                                                                              |     | Станко Тодоров  | БКП        |
| комунално стопанство и благоустройство                                                                 |     | Стоян Тончев    | БКП        |

- 1: – председател на комисията по труда и работната комисия.

### Промени в кабинета

#### от 20 август 1956
| министерство  | име | име           | партия |
| ------------- | --- | ------------- | ------ |
| външни работи |     | Карло Луканов | БКП    |

#### от 9 ноември 1956
- Създадено е Министерство на строителните материали и горската промишленост.

| министерство                               | име | име              | партия |
| ------------------------------------------ | --- | ---------------- | ------ |
| строителни материали и горска промишленост |     | Раденко Видински | БКП    |

#### от 30 декември 1956
- Министерството на доставките се реорганизира в Министерството на хранителната промишленост, а Министерството на леката и хранителната промишленост в – Министерство на леката промишленост (с Указ № 502 от 30 декември 1956 г.).

| министерство                              | име | име             | партия |
| ----------------------------------------- | --- | --------------- | ------ |
| председател на Държавната планова комисия |     | Руси Христозов  | БКП    |
| хранителна промишленост                   |     | Атанас Димитров | БКП    |
| лека промишленост                         |     | Станка Цекова   | БКП    |

#### от 1 февруари 1957
Създадени са с Указ № 59 от 1 февруари 1957 г. следните ведомства:
- Министерство на просветата и културата чрез сливане на Министерството на културата и Министерството на народната просвета;
- Министерство на финансите и държавния контрол чрез сливане на Министерството на финансите и Комисията за държавен контрол;
- Министерство на търговията чрез сливане на Министерството на външната търговия и Министерството на вътрешната търговия;
- Министерство на земеделието и горите чрез сливане на Министерството на земеделието и Управление на горската промишленст;
- Министерство на строежите и строителните материали чрез сливане на Министерството на строителните материали и Министерството на строежите;
- Министерство на транспорта и съобщенията чрез сливане на Министерството на транспорта и Министерството на пощите, телеграфите и телефоните;
- Министерство на комуналното стопанство, благоустройството и пътищата с преустройване на Министерството на комуналното стопанство и благоустройството.

| министерство                                   | име | име              | партия     |
| ---------------------------------------------- | --- | ---------------- | ---------- |
| търговия                                       |     | Райко Дамянов    | БКП        |
| просвета и култура                             |     | Демир Янев       | БКП        |
| транспорт и съобщения                          |     | Иван Михайлов    | БКП        |
| финанси и държавен контрол                     |     | Кирил Лазаров    | БКП        |
| строежи и строителни материали                 |     | Раденко Видински | БКП        |
| електрификация и водно стопанство              |     | Кимон Георгиев   | безпартиен |
| земеделие и гори                               |     | Станко Тодоров   | БКП        |
| комунално стопанство, благоустройство и пътища |     | Стоян Тончев     | БКП        |

#### от 17 юли 1957
| министерство                                 | име | име           | партия |
| -------------------------------------------- | --- | ------------- | ------ |
| първи зам. председател на Министерския съвет |     | Райко Дамянов | БКП    |
| търговия                                     |     | Борис Тасков  | БКП    |
| земеделие и гори                             |     | Иван Пръмов   | БКП    |

- Георги Чанков и Райко Дамянов са освободени от длъжността зам. председател на Министерския съвет.

#### от 15 януари 1958
- Със сформирането на новия кабинет на Антон Югов са направени следните персонални промени:

| министерство                           | име | име             | партия     |
| -------------------------------------- | --- | --------------- | ---------- |
| просвета и култура                     |     | Вълко Червенков | БКП        |
| зам. председател на Министерския съвет |     | Кимон Георгиев  | безпартиен |
| зам. председател на Министерския съвет |     | Живко Живков    | БКП        |

#### от 9 юни 1958
- След VII конгрес на БКП (2 – 7 юни 1958 г.), в Министерския съвет са извършени следните персонални промени:

| министерство          | име | име            | партия |
| --------------------- | --- | -------------- | ------ |
| народна отбрана       |     | Иван Михайлов  | БКП    |
| транспорт и съобщения |     | Данчо Димитров | БКП    |
| просвета и култура    |     | Живко Живков   | БКП    |

#### от 16 март 1959
Съгласно приетия на 12 март 1959 г. „Закон за ускоряване развитието на народното стопанство, подобряване материалното и културното положение на народа и преустройство на държавното и стопанското ръководство“ (с Указ № 203 от 16 март 1959 г.), се извършват следните структурни и персонални промени в Министерския съвет:
- Министерството на финансите и държавния контрол е разделено на Министерство на финансите и Комитет за държавен контрол.
- Министерството на тежката промишленост, Министерството на леката промишленост и Министерството на хранителната промишленост са закрити и на тяхна основа е създаден Комитет по промишлеността и техническия прогрес.
- Министерството на строежите и строителните материали и Министерството на комуналното стопанство, благоустройството и пътищата са закрити и на тяхна основа е създаден Комитет по строителство и архитектура.
- Министерството на електрификацията и водното стопанство е закрито.
- Създаден е Комитет по труда и цените.

| министерство                                                    | име | име            | партия     |
| --------------------------------------------------------------- | --- | -------------- | ---------- |
| търговия                                                        |     | Райко Дамянов  | БКП        |
| председател на Комитета по промишлеността и техническия прогрес |     | Тано Цолов     | БКП        |
| председател на Комитета по строителство и архитектура           |     | Кимон Георгиев | безпартиен |
| председател на Комитета по труда и цените                       |     | Стоян Тончев   | БКП        |
| председател на Комитета за държавен контрол                     |     | Нинко Стефанов | БКП        |
| финанси                                                         |     | Кирил Лазаров  | БКП        |

#### от 25 декември 1959
Създадени са с Указ № 573 от 25 декември 1959 г. следните ведомства:
- Министерство на външната търговия и Министерство на вътрешната търговия чрез разделяне на Министерството на търговията;
- Комитет по промишлеността и Комитет по техническия прогрес чрез разделяне на Комитета по промишлеността и техническия прогрес;
- Комитет по строителство и Комитет по архитектура и благоустройство чрез разделяне на Комитета по строителство и архитектура.

| министерство                                                                      | име | име              | партия |
| --------------------------------------------------------------------------------- | --- | ---------------- | ------ |
| просвета и култура                                                                |     | Начо Папазов     | БКП    |
| зам. председател на Министерския съвет, председател на Държавната планова комисия |     | Станко Тодоров   | БКП    |
| вътрешна търговия                                                                 |     | Руси Христозов   | БКП    |
| външна търговия                                                                   |     | Георги Кумбилиев | БКП    |
| председател на Комитета по промишлеността                                         |     | Атанас Димитров  | БКП    |
| председател на Комитета по строителство                                           |     | Стоян Гюров      | БКП    |
| председател на Комитета по архитектура и благоустройство                          |     | Марин Грашнов    | БКП    |
| председател на Комитета по техническия прогрес                                    |     | Стоян Караджов   | БКП    |

#### от 29 април 1961
| министерство | име | име         | партия |
| ------------ | --- | ----------- | ------ |
| земеделие    |     | Иван Пръмов | БКП    |

#### от 1 юни 1961
| министерство                                             | име | име           | партия |
| -------------------------------------------------------- | --- | ------------- | ------ |
| председател на Комитета по архитектура и благоустройство |     | Димитър Котев | БКП    |
| председател на Комитета по строителство                  |     | Марин Грашнов | БКП    |

#### от 9 декември 1961
- Между 28 и 29 ноември 1961 г. е проведен пленум на ЦК на БКП, на който се обсъждат „поуките“ от XXII конгрес на КПСС (17 – 31 октомври 1961 г.). На пленума Вълко Червенков за пореден път е критикуван и обвинен в „разколничество“, „фракционерство“, „антисъветизъм“ и „догматизъм“, довел до погрешна икономическа политика, „некадърност“ и „самовлюбеност“. Той е изваден от състава на Политбюро, но остава в ЦК. На 9 декември 1961 г. е освободен и от поста зам. председател на Министерския съвет.

#### от 17 март 1962
- Със сформирането на новия кабинет на Антон Югов са направени следните персонални промени:

| министерство                                          | име | име             | партия |
| ----------------------------------------------------- | --- | --------------- | ------ |
| председател на Комисията за държавен контрол          |     | Нинко Стефанов  | БКП    |
| вътрешни работи                                       |     | Дико Диков      | БКП    |
| правосъдие                                            |     | Петър Танчев    | БЗНС   |
| народна отбрана                                       |     | Добри Джуров    | БКП    |
| вътрешна търговия                                     |     | Пеко Таков      | БКП    |
| външна търговия                                       |     | Лъчезар Аврамов | БКП    |
| строежи                                               |     | Марин Грашнов   | БКП    |
| председател на Комитета по строителство и архитектура |     | Димитър Котев   | БКП    |
| първи зам. председател на Държавната планова комисия  |     | Димитър Котев1  | БКП    |

- 1: – с ранг на министър.

#### от 27 септември 1962
- На базата на Комитета по технически прогрес е създаден Държавен комитет за наука и технически прогрес, и Комитет по машиностроене.

| министерство                                                   | име | име          | партия |
| -------------------------------------------------------------- | --- | ------------ | ------ |
| председател на Държавната планова комисия                      |     | Живко Живков | БКП    |
| просвета и култура                                             |     | Ганчо Ганев  | БКП    |
| председател на Държавния комитет за наука и технически прогрес |     | Начо Папазов | БКП    |
| председател на Комитета по машиностроене                       |     | Марий Иванов | БКП    |

#### от 20 ноември 1962
Освободени са:
- Георги Цанков – от поста зам. председател на Министерския съвет;
- Живко Живков – от поста председател на Държавната планова комисия;
- Ганчо Ганев – от поста министър на просветата и културата;
- Начо Папазов – от поста председател на Държавния комитет за наука и технически прогрес;
- Марий Иванов – от поста председател на Комитета по машиностроене.